# Lijst van Amerikaanse historische motorfietsmerken A-B-C
Lijst van Amerikaanse historische motorfietsmerken zonder eigen artikel A-B-C

### America
Motorfietsmerk uit het begin van de twintigste eeuw dat met de overproductie van blokken en framedelen van Thor eigen motorfietsen samenstelde. De America-motorfietsen hadden aanvankelijk een autostuurwiel.

### American (Chicago)
(American Motorcycle Co., Chicago 1911 - 1914). Amerikaans motorfietsmerk dat waarschijnlijk met AMC in Chicago verbonden was. American bouwde 4 pk-550 cc eencilinders en grote V-twins.

### American (Ohio)
Deze "American" was een in 1978 door Kennedy Motors in Ohio opgestart motormerk. Men was van plan een 750 cc paralleltwin te bouwen. De hoofdconstructeur Jack Wilkes kwam dan ook van Triumph af. Van American in Ohio is nooit meer iets vernomen.

### American-Eagle

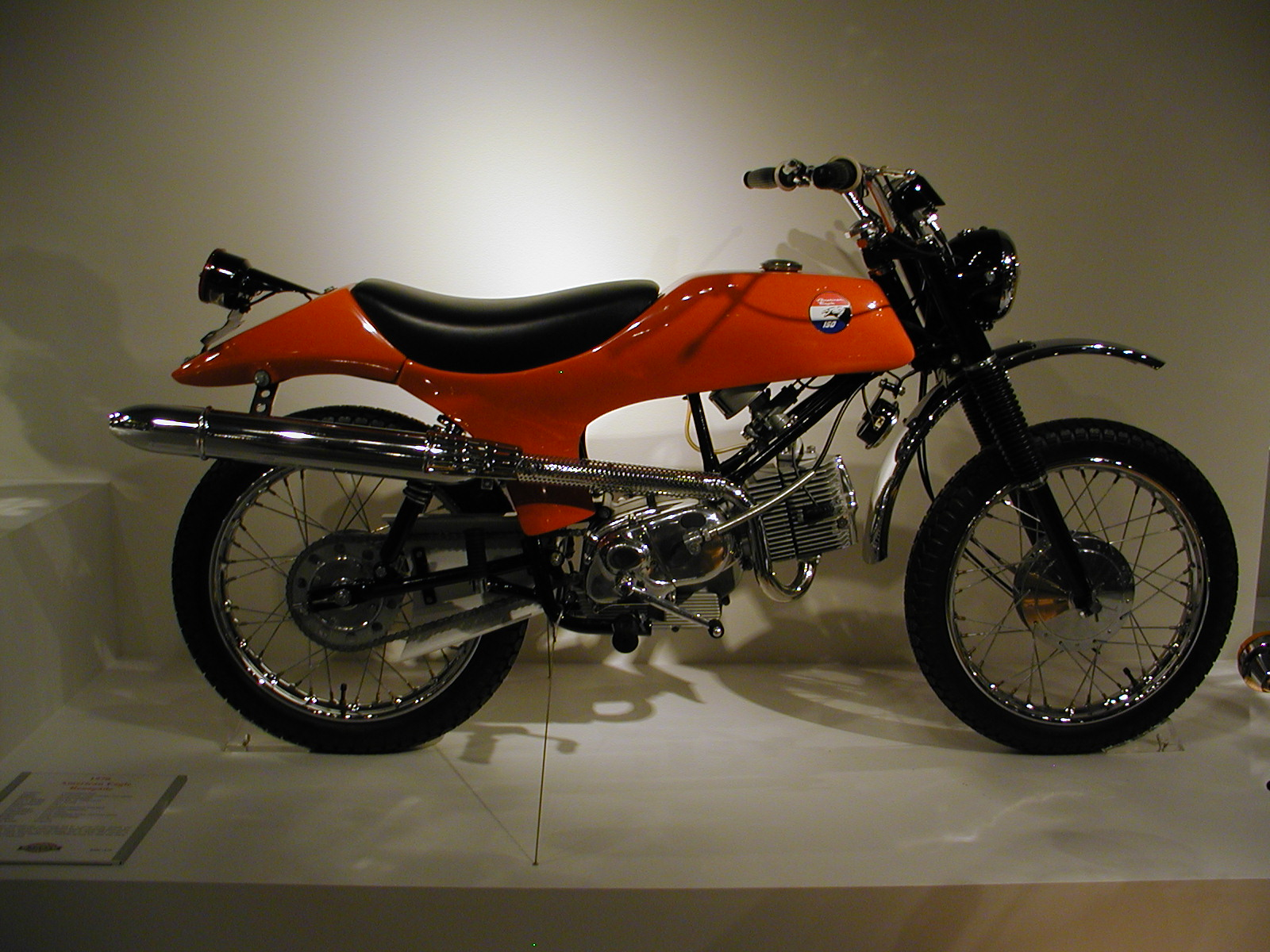
American Eagle 150 Renegade uit 1970

American-Eagle is de Amerikaanse Kawasaki-importeur die in de jaren zestig onder eigen merknaam een aantal licht verbouwde Kawasaki's, Laverda's en Sprites op de markt bracht. Niet verwarren met American Eagle, zonder koppelstreepje.

### Apache
(Brown & Beck, Denver, Colorado 1907 - 1911). Amerikaanse producent van eencilinder motorfietsen van 597 cc. De cilinder helde naar achteren over, zoals dat ook bij Indian, Marsh, Yale en andere Amerikaanse merken gebruikelijk was. Dat de motoren leken op Indians zal wel komen doordat beide fabrieken hun blokken betrokken bij AMC in Aurora.

### American-X
Dit was de merknaam waaronder het Amerikaanse merk Excelsior in het Verenigd Koninkrijk zijn motorfietsen verkocht.

### Argyle
(C&E Mfg., Memphis, Tennessee). Argyle maakte van 1957 tot 1961 een kleine vouwscooter met een 2½ pk Clinton-tweetaktmotortje. Er was geen interesse voor dus de productie werd al snel gestaakt.

### Arrow
(Arrow Motor Co., Chicago, Illinois 1909 - 1914). Amerikaans merk dat kopieën van de MM-4 pk eencilinder motor op de markt bracht. Volgens sommige bronnen produceerde men ook een eigen 1½-pk blok. Er was nog een ander merk met de naam Arrow, zie Arrow (Birmingham)

### Auto-Bi
(Buffalo Automobile & Auto Bi Co., Buffalo, New York 1900 - 1912). Auto-Bi produceerde automobielen en eenvoudige motorfietsen en scooterachtige modellen met 1½ en 2½ pk E.R. Thomas-motoren. Thomas was een dochteronderneming van Auto-Bi. Dit was de eerste Amerikaanse productiemotorfiets.

### Badger
(Badger Mfg. Co., Boston, Massachusetts. 1951 - 1955). Amerikaans motorfietsmerk dat een ongewone constructie maakte, waarbij een 163 cc viertaktmotor in het achterwiel gemonteerd was.

### Bayley-Flyer
(McLeod Mfg. Co., Portland, Oregon, later Bayley-Flyer Autocycle Co., Chicago, Illinois 1914 - 1917). Amerikaans merk dat een zeer bijzondere constructie maakte, met liggende 3½ pk tweecilindermotor, asaandrijving, handstarter en automatische versnellingen. Het was desondanks niet succesvol zodat het weer snel verdween.

### Beading Engine Company
Beading Engine Company produceerde in 1949 een 1½ pk hulpmotor. Deze geheel uit aluminium vervaardigde motor kon worden gebruikt voor de aandrijving van fietsen, scooters maar ook landbouwwerktuigen. Dat kwam doordat op de nokkenas maar liefst 9 verschillende tandwielen of aandrijfrollen gemonteerd konden worden.

### Bird
In de jaren zeventig reden er in de VS meer dan een miljoen van deze kleine motorfietsjes (Minibikes) die makkelijk in de kofferbak van een auto konden worden meegenomen. De Bird-machines hadden kleine wieltjes en een 120- of 148 cc Tecumseh-viertaktmotor.

### Bloody Mary
E.G. Potter maakte in 1961 deze speciale sprint-motorfiets, de basis was een Harley-Davidson-frame uit 1946 waarin een 4638 cc Chevrolet-motor zat.

### Bonanza
Bonanza maakte in de jaren zeventig minibikes met viertaktmotoren van 127-, 148-, 172- en 200 cc en tweetaktmotoren van 100 cc.

### Columbus
Columbus Cycle Co. Amerikaans merk dat in 1960 de Rocket-miniscooter presenteerde. Er was nog een merk met de naam Columbus, zie Columbus (Oberursel). Er waren ook andere merken met de naam Rocket, zie Rocket (Japan) - Rocket (Napels).

### Comet (Milwaukee)
Amerikaans merk uit Milwaukee dat voor de Eerste Wereldoorlog motorfietsen maakte. Er waren meer merken met de naam Comet, zie Comet (België) - Comet (Bologna) - Comet (Londen) - Comet (Minneapolis)

### Comet (Minneapolis)
(Comet Mfg. Co. Inc, Minneapolis, Minnesota). Van dit Amerikaanse bedrijf is niet meer bekend dan dat men rond 1930 250 cc zijklep-scooters maakte. Er waren meer merken met de naam Comet, zie Comet (België) - Comet (Bologna) - Comet (Illinois) - Comet (Londen)

### Cooper
Cooper is een historisch merk van motorfietsen geproduceerd door Moto Islo Cooper Motors, Burbank, California. Dit was de Amerikaanse importeur van Moto Islo-motorfietsen die vanaf 1972 onder eigen naam Moto Islo 215- en 248 cc tweetakt-terreinmotoren op de markt bracht.

### Crouch
Crouch was een Amerikaans merk dat van 1905 tot waarschijnlijk 1908 werd geproduceerd in Stoneham, Massachusetts. Het bedrijf bood motorfietsen in twee kleuren aan en maakte bijna alle onderdelen in eigen huis, wat in die tijd vrij bijzonder was.

### Cub
Cub is een historisch merk van miniscooters. In de jaren vijftig werd onder deze naam een Amerikaanse miniscooter gebouwd. Hij had een inklapbaar frame en twee versnellingen. Het ging dus waarschijnlijk om een vouwscooter. De topsnelheid bedroeg 40 km/uur.

### Customtrikes
Customtrikes is een Amerikaans bedrijf van Ron en Judy Neumueller, dat trikes produceerde met Harley-Davidson-blokken. Daarnaast bouwde men een HD-blok ook om tot staande lamp of crematie-urn.

### Cycle Scoot
Cycle Scoot is een historisch merk van scooters, gevoerd door Cycle Scoot Mfg. Co. te New Jersey 1953 - 1955). Dit was een Amerikaans bedrijf dat een 2½ pk kopklep-scooter bouwde, die echter niet doordrong als gemeengoed.

### Cyclone
De Cyclone was een Amerikaanse motor die al in 1899 werd gebouwd. Het betrof een paralleltwin die 500 toeren draaide en op petroleum liep. Er was nog een merk met deze naam, zie Cyclone (St. Paul)